# Henry's Dream
Henry's Dream je sedmé studiové album rockové skupiny Nick Cave and the Bad Seeds, vydané v dubnu 1992 prostřednictvím vydavatelství Mute Records. Nahráno bylo od listopadu do prosince předchozího roku a o produkci se staral David Briggs.

## Seznam skladeb
Autorem všech skladeb je Nick Cave.
| Pořadí | Název                       | Délka |
| ------ | --------------------------- | ----- |
| 1.     | Papa Won't Leave You, Henry | 5:54  |
| 2.     | I Had a Dream, Joe          | 3:43  |
| 3.     | Straight to You             | 4:35  |
| 4.     | Brother, My Cup Is Empty    | 3:02  |
| 5.     | Christina the Astonishing   | 4:51  |
| 6.     | When I First Came to Town   | 5:22  |
| 7.     | John Finn's Wife            | 5:13  |
| 8.     | Loom of the Land            | 5:08  |
| 9.     | Jack the Ripper             | 3:45  |

## Obsazení
Nick Cave and the Bad Seeds
- Nick Cave – zpěv, klavír, varhany, harmonika
- Mick Harvey – kytara, klavír, varhany, vibrafon, bicí, perkuse, doprovodné vokály
- Blixa Bargeld – kytara, doprovodné vokály
- Martyn P. Casey - baskytara, doprovodné vokály
- Conway Savage – klavír, zpěv
- Thomas Wydler – bicí, perkuse

Ostatní hudebníci
- Dennis Karmazyn – violoncello
- Bruce Dukov – housle
- Barbara Porter – housle